# Biard
Biard is een gemeente in het Franse departement Vienne (regio Nouvelle-Aquitaine) en telt 1501 inwoners (1999). De plaats maakt deel uit van het arrondissement Poitiers.

## Geschiedenis
Aan het einde van de achttiende eeuw werd de gemeente Biard opgericht. In 1819 werd Biard aangehecht bij de gemeente Vouneuil-sous-Biard. Deze fusie werd ongedaan gemaakt in 1847 toen Biard opnieuw zelfstandig werd.

## Geografie
De oppervlakte van Biard bedraagt 7,5 km², de bevolkingsdichtheid is 200,1 inwoners per km².

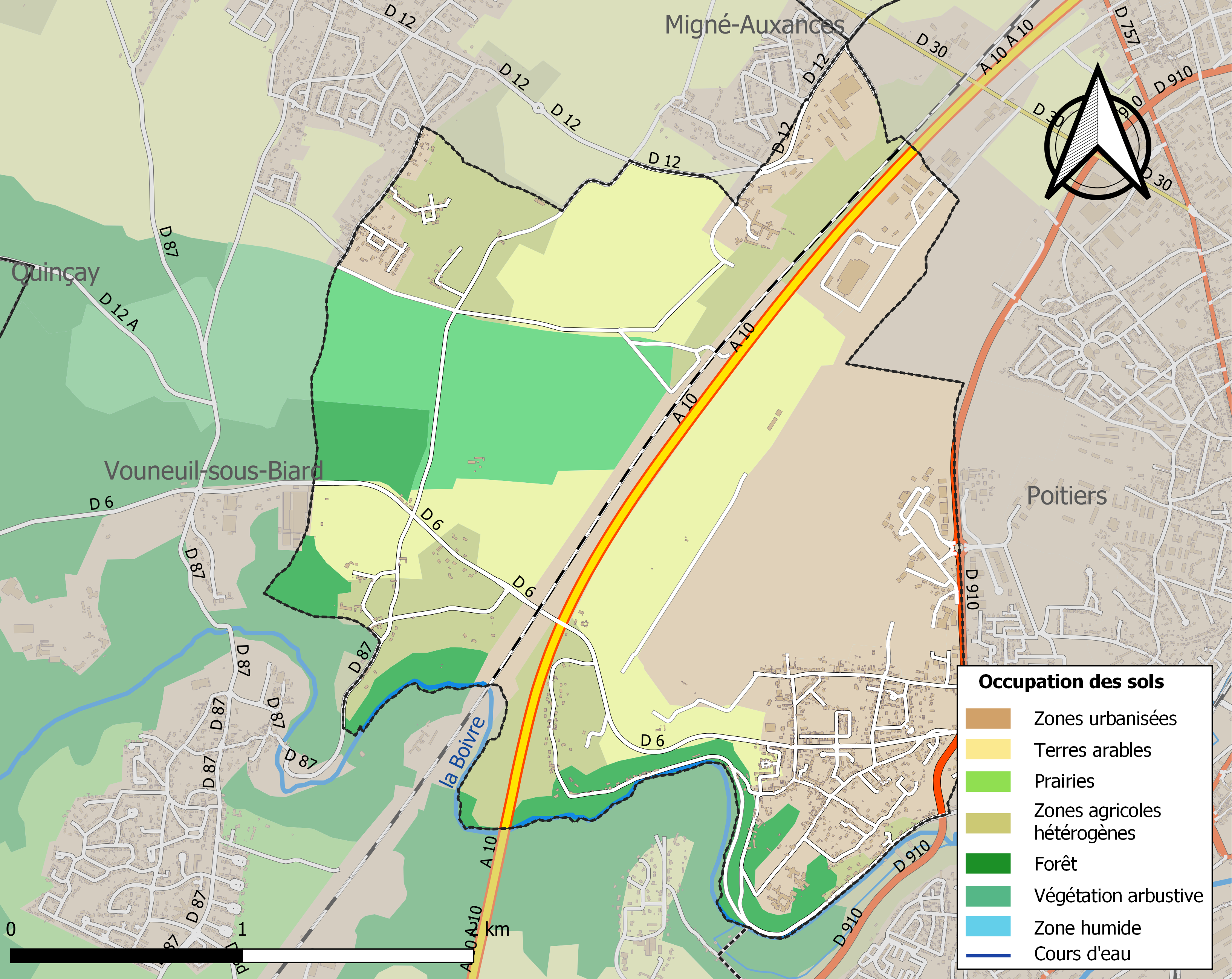
Kaart van de gemeente met de belangrijkste infrastructuur, bodemgebruik en omliggende gemeenten

## Demografie
Onderstaande figuur toont het verloop van het inwonertal (bron: INSEE-tellingen).